# Reinhard Lauth
Pour les articles homonymes, voir Lauth.
Reinhard Lauth, né le 11 août 1919 à Oberhausen et mort le 23 août 2007 à Munich, est un philosophe allemand.

## Biographie
Lauth étudie la philosophie de 1938 à 1942 prenant en sujets mineurs les langues romanes (latin et français) et la physiologie; il est doctor philosophae de lettres françaises modernes grâce à sa thèse consacrée à la connaissance de la nature, au sens et à l'accomplissement dans la littérature française moderne et les arts visuels français. En 1944, par son travail consacré à la résorption de maladies de peau grâce aux intradermiques de sel de Koch, il est promu au titre de docteur en médecine de l'université de Kiel. Il reçoit son habilitation en philosophie en 1948 grâce à deux travaux Der Frage nach dem Sinn des Daseins (La Question du sens du Dasein) et Die Philosophie Dostojewskis (La Philosophe de Dostoïevski).
Il est professeur de l'université Louis-et-Maximilien de Munich en 1954. En 1978, il obtient la chaire de philosophie générale de cette même université. C'est le premier Allemand, depuis la fondation de l'État d'Israël à être professeur invité en 1968 dans une université israélienne, celle de Tel Aviv, et à être invité à l'université  hébraïque de Jérusalem. Il travaille aussi quelque temps à la Sorbonne. Il était proche des milieux du catholicisme traditionaliste. 
Il meurt à Munich le 23 août 2007 à l'âge de 88 ans, après une longue maladie.

## Publications
Reinhard Lauth fut avec Aloys Wenzl l'éditeur des œuvres de Fichte conservées à l'académie des sciences de Bavière.
Il s'occupait principalement de questions transcendantales, s'interrogeant sur l'idéalisme allemand en particulier sur le système de Fichte. Concernant les questions religieuses, Lauth était un farouche pourfendeur des réformes issues du Concile Vatican II. Au moins temporairement, il s'intéressa même au sédévacantisme, question qu'il abandonna par la suite.
Il reçut en 2003 la médaille d'argent de l'académie des sciences de Bavière.

## Quelques œuvres
- Die Philosophie Dostojewskis in systematischer Darstellung. [Habil. München 1948] München: Piper 1950,  (ISBN 3-492-01372-4)
- Die Frage nach dem Sinn des Daseins. München: J. A. Barth, 1953
- Zur Idee der Transzendentalphilosophie. 1965
- Die absolute Ungeschichtlichkeit der Wahrheit. 1966
- Begriff, Begründung und Rechtfertigung der Philosophie. München; Salzburg: Pustet 1967
- Ethik in ihrer Grundlage aus Prinzipien entfaltet. 1969
- Die Entstehung von Schellings Identitätsphilosophie in der Auseinandersetzung mit Fichtes Wissenschaftslehre: (1795–1801). Freiburg (Breisgau), München: Alber 1975,  (ISBN 3-495-47322-X)
- Theorie des philosophischen Arguments. 1979
- Die Konstitution der Zeit im Bewusstsein. Hamburg: Meiner 1981,  (ISBN 3-7873-0506-8)
- Die transzendentale Naturlehre Fichtes nach den Prinzipien der Wissenschaftslehre. 1984
- Dostojewski und sein Jahrhundert. 1986
- Hegel vor der Wissenschaftslehre. 1987
- Transzendentale Entwicklungslinien von Descartes bis zu Marx und Dostojewski. Hamburg: Meiner 1989,  (ISBN 3-7873-0941-1)
- Was sagt uns Dostojewskij heute? in Deutsche Hochschuledition 14, München Ars Una 1990,  Italienische Übersetzung herausgegeben von M. Ivaldo: Dostoevskij e la Verità, Il ramo, Rapallo 2005.
- Vernünftige Durchdringung der Wirklichkeit: Fichte und sein Umkreis. München: Ars Una 1994,  (ISBN 3-89391-331-9)
- Descartes' Konzeption des Systems der Philosophie. Stuttgart- Bad Cannstatt: Frommann-Holzboog 1998,  (ISBN 3-7728-1975-3)
- Abraham und die Kinder seines Bundes mit Gott. München: Jerrentrup 2003,  (ISBN 3-935990-14-6)

## Source de la traduction
- (de) Cet article est partiellement ou en totalité issu de l’article de Wikipédia en allemand intitulé « Reinhard Lauth » (voir la liste des auteurs).